# Burg Storndorf
Die Burg Storndorf ist eine abgegangene Burg in Storndorf, einem Ortsteil der Gemeinde Schwalmtal im mittelhessischen Vogelsbergkreis. Sie befand sich im Ortskern von Storndorf, über dem linken Ufer der Schwalm, auf 369 m ü. NHN. Von ihr sind heute nur noch Fundamentreste und ein Gewölbekeller erhalten. Der Keller, über dem in der Folge eine Scheune errichtet wurde, ist sehenswert und beliebte Endstation bei Dorfrundgängen. Alle Gräben der ursprünglich nahezu quadratischen Anlage sind eingeebnet. Heute befindet sich an der Stelle der einstigen Burg eine Hofanlage.

## Geschichte
Die kleine Burg, Stammsitz der Herren von Storndorf, die sie wohl auch erbauten, wurde mit dem Ort Storndorf 1283 erstmals schriftlich erwähnt. Wann die Burg erbaut wurde, ist nicht bekannt, und die mittelalterliche und frühneuzeitliche Bauentwicklung ist nicht überliefert. Es war vermutlich eine bescheidene Wasserburg. Von besonderer Bedeutung in der Geschichte der Burg war der 22. Mai 1491, als Johann der Ältere von Storndorf von Landgraf Wilhelm III. von Oberhessen die Burg Storndorf samt Zubehör, wie seine Eltern und er es zu Lehen trugen, als erbliches Mannlehen erhielt, mit der zusätzlichen Anmerkung, dass im Falle seines Ablebens ohne männliche Erben die Töchter erbberechtigt sein sollten.
Während der unruhigen Zeit nach dem Tod des hessischen Landgrafen Wilhelm II. im Jahre 1509 wurden Burg und Dorf Storndorf Opfer von Brandstiftung durch die Raubritter Wigand von Lüder aus Lindheim und Eberhard Schenk. Johann (der Jüngere) von Storndorf und seine Frau Christine waren 1510 gezwungen, Storndorf für 500 Rheinische Gulden an die Herren Riedesel zu verkaufen, mit dem Recht auf Rückkauf, zu dem es im Jahre 1532 durch die Brüder Johann und Heinrich von Storndorf kam.
Auf Grund interner Streitigkeiten spaltete sich die Familie noch im 16. Jahrhundert in zwei Zweige. Damit kam es zur Aufteilung der ohnehin kleinen Burg- und Hofanlage in den Ober- und den Unterhof. Vermutlich wurden nach der Aufteilung des Besitzes ein oder gar zwei neue Burghäuser auf dem Gelände errichtet und bezogen. Zum Burghaus auf dem Oberhof ist aus dem Jahr 1600 überliefert, dass es aus einer „Behausung in einem trockenen Teich mit steinernem Fuß“ bestand, was auf einen Wohnturm aus Fachwerk mit Steinsockel in einem Hausteich schließen lässt. Beim Unterhof dürfte es sich um eine ebensolche Anlage gehalten haben.
Beide Zweige, als Oberstamm und Unterstamm bezeichnet, befanden sich meist in erheblichen wirtschaftlichen Schwierigkeiten, und keiner war finanziell in der Lage, die Burg auszubauen und zu befestigen. Ende des 16. Jahrhunderts war der Oberstamm so weit verarmt und verschuldet, dass Johann von Löwenstein von Storndorf, der letzte aus dem Oberstamm, den Besitz seines Zweigs (d. h. die Hälfte von Burg und Dorf Storndorf und die Hälfte der außerhalb des Gerichts Storndorf liegenden Güter) für 12.000 Rheinische Gulden an Landgraf Ludwig V. von Hessen-Darmstadt zurückgab und Storndorf verließ. Er ist 1626 zum letzten Mal bekundet. Ludwig V. ließ seine Rechte als neuer Besitzer vom Schultheiß von Romrod wahrnehmen. Sein Sohn Georg II. überließ diese Hälfte Storndorfs 1634 seinem Hofrat Hans Ludwig von Seebach auf Lebenszeit zur Nutznießung. 1643 erhielt Seebach diesen Besitz dann als männliches Erblehen.
Die in Storndorf gebliebenen Mitglieder des Unterstamms erhielten am 9. Mai 1600 von Landgraf Ludwig V. einen neuen, auf ihre Hälfte von Storndorf ausgestellten Lehnsbrief. Im Dreißigjährigen Krieg wurde das Burghaus zerstört und nur noch notdürftig ausgebessert. Zwischen 1688 und 1706 erfolgte der Neubau eines Wohnhauses. Mit Caspar Reinhard von Storndorf starb 1713 auch der Unterhofzweig aus. Dessen Lehnsbesitz fiel an den Landgrafen Ernst Ludwig zurück.
Die Seebacher verkauften ihren Anteil an Storndorf, den Oberhof, 1824 an ein Konsortium aus Alsfeld. Der Oberhof wechselte danach noch zweimal den Besitzer, von 1837 bis 1845 war es Wilhelm Keudel aus Liederbach, danach das Frankfurter Handelshaus Bolongaro. Im Juli 1869 kauften 13 Storndorfer das Gut und teilten es unter sich auf. Die beiden Burghäuser waren schon seit dem 18. Jahrhundert dem Verfall preisgegeben und ihre Reste wurden im 19. Jahrhundert abgebrochen. Wilhelm Keudel, hochverschuldet, spielte dabei eine gewichtige Rolle: um noch möglichst viel zu Geld zu machen, ließ er das Seebachsche Burghaus abbrechen und verkaufte die sehr starken Eichenbalken und die noch brauchbaren Steine aus dem Abbruch.